# امیل گیللس
امیل گریگوراویچ گیللس (اوکراینی: Емі́ль Григо́рович Гі́лельс؛ روسی: Эми́ль Григо́рьевич Ги́лельс؛ ۱۹ اکتبر ۱۹۱۶ – ۱۴ اکتبر ۱۹۸۵) نوازنده پیانو اهل اتحاد شوروی سابق (اوکراین فعلی) بود. وی را یکی از بزرگترین نوازندگان پیانو در قرن بیستم میلادی می‌دانند. گیللس پیانو را از سن پنج و نیم سالگی و نزد مدرس اوکراینی «یاکوف تکاچ» آموخت. سپس به «کنسرتوار اودسا» رفت و بعدها از شاگردان هاینریش نویهاوس و لئوپولد گودوفسکی شد. وی بابت فعالیت‌های هنری‌اش برنده افتخارها و جوایز گوناگونی شده‌است که از آن میان، می‌توان به نشان لنین و جایزه هنرمند مردمی اتحاد جماهیر شوروی اشاره کرد.